# Анджеліна Джолі
Анджелі́на Джолі́ (англ. Angelina Jolie, МФА: [dʒoʊˈliː]; Анджеліна Джолі Войт (англ. Angelina Jolie Voight); нар. 4 червня 1975, Лос-Анджелес) — американська акторка, фотомодель, режисерка, амбасадорка доброї волі ЮНІСЕФ, володарка двох премій «Оскар» (2000, 2014), трьох премій «Золотий глобус» (1998, 1999, 2000).
Дебютувала в кіно 1982 року, зігравши у фільмі «У пошуках виходу». Однак стала відомою після ролі Лари Крофт у фільмах «Лара Крофт: Розкрадачка гробниць» (2001) та «Лара Крофт розкрадачка гробниць: колиска життя» (2003). Серед інших відомих робіт — «Містер і місіс Сміт» (2005), «Особливо небезпечний» (2008) та «Солт» (2010). Вона також зобразила одну з вічних — воїнесу Тену у фільмі Кіносесвіту Marvel «Вічні» (2021).
У 2009, 2011 та 2013 роках, згідно з версією журналу Forbes, Джолі була визнана найвисокооплачуванішою акторкою Голівуду, заробивши за рік відповідно $27, 30 і 33 млн. За підсумками 2019 року перебуває на 13-му місці рейтингу Forbes серед найбільш високооплачуваних акторів (друга — серед жінок-акторок); її заробіток склав $35,5 млн (99-е місце в загальному рейтингу знаменитостей).

## Раннє життя
Анджеліна Джолі Войт народилася 4 червня 1975 року в лікарні «Сідерс-Синай» (Лос-Анджелес, США) в сім'ї акторів Джона Войта та Маршелін Бертран. Її хрещені батьки — актори Жаклін Біссет і Максиміліан Шелл. Батькова лінія має німецьке та словацьке походження. Також Джолі стверджує, що має корінне (ірокезьке) походження по лінії франко-канадської матері, але її батько це заперечує.
Після розлучення з батьком 1976 року (яке офіційно оформили лише через два роки), мати з дітьми переїхала до Нью-Йорка та зосередилася на вихованні дітей, відмовившись від акторських амбіції. Бертран ростила дочку як католичку, але не вимагала ходити до церкви. У дитинстві Джолі часто дивилася фільми з матір'ю, що підштовхнуло її до акторської кар'єри, а не успішність батька. Коли їй було 6 років Бертран з її співмешканцем, режисером Біллом Дей, переїхали до Палісадеса, штат Нью-Йорк. У 7 років зіграла невелику роль у фільмі Войта «У пошуках виходу» (1982). У 11 років сім'я повернулася до Лос-Анджелеса. Тоді Джолі вирішила стати акторкою та вступила до Театрального інституту Лі Страсберга, де навчалася протягом двох років і брала участь у декількох театральних виставах.
Спочатку Джолі відвідувала середню школу Беверлі-Гіллз, де відчувала себе ізольованою від інших дітей із заможних родин, бо її мати мала скромніший дохід. Її дражнили інші учні та цькували за надмірну худорлявість, носіння окулярів і брекетів. Перші спроби стати моделлю, за наполяганням матері, виявилися невдалими. Вона перевелася до альтернативної середньої школи Морено, де стала «панком-аутсайдером», носила повністю чорний одяг, практикувала мош і гралася з ножами зі своїм партнером-співмешканцем. Джолі покинула заняття з акторської майстерності та прагнула стати директором похоронного бюро, відвідуючи домашні курси бальзамування. У 16 років розірвала стосунки, завершила середню школу, винайняла квартиру та повернулася до навчання в театрі. У 2004 році Джолі цей період згадувала так: «У глибині душі я все ще залишаюся — і завжди залишатимуся — просто панк-дитиною з татуюваннями».
У підлітковому віці їй було емоційно важко спілкуватися з іншими людьми, тому вона завдавала собі тілесних ушкоджень. Про це акторка говорила: «З якоїсь причини ритуал порізати себе та відчувати біль, можливо, відчувати себе живою, відчувати певне звільнення, стало для мене терапією». Джолі також боролася з безсонням і розладом харчової поведінки. Вона не приховує, що вживала наркотики, а до 20 років перепробувала «майже всі можливі наркотики», зокрема героїн. Акторка страждала на депресію та двічі планувала покінчити життя — у 19 та 22 роки, коли намагалася найняти кілера, щоб убити її. У 24 роки пережила нервовий зрив, й акторку госпіталізували на 72 години до психіатричного відділення Медичного центру Каліфорнійського університету в Лос-Анджелесі. Через два роки, після всиновлення першої дитини, психічний стан Джолі стабілізувався, пізніше заявивши: «Я знала, що, коли я присвятила себе Меддоксу, я більше ніколи не буду знов займатися саморуйнуванням».
Джолі має складні стосунки з батьком, відколи він покинув її мати з немовлям. За її словами, відтоді вони майже разом не проводили час, переважно лише перед пресою. Коли разом грали ролі у фільмі «Лара Крофт: Розкрадачка гробниць» (2001) ненадовго примирилися, але їхні стосунки знову погіршилися. Джолі звернулася до суду з проханням юридично прибрати своє прізвище Войт на користь середнього імені, яке вона вже давно використовувала як сценічний псевдонім. Її позов задовільнили 12 вересня 2002 року. В інтерв'ю на каналі «Access Hollywood» Войт заявив про їхнє відчуження та стверджував, що акторка має «серйозні психічні проблеми». Стосунки з ним розірвали також її мати та брат. Вони не розмовляли шість з половиною років, але почали відновлювати стосунки після смерті Маршелін від раку яєчника 27 січня 2007 року, а через три роки оголосили про своє примирення.

## Кар'єра

### Рання творчість

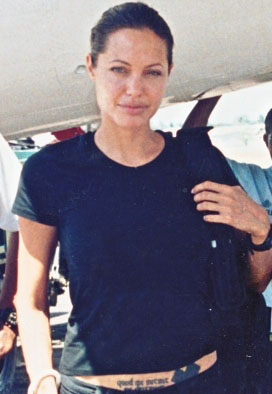
З гуманітарною місією у Джафні, 2003 рік

Джолі вирішила зайнятися професійною кар'єрою в 16 років. Вона ходила на різні прослуховування, але часто їй відмовляли через її похмурість. Знялася в п'яти студентських фільмах свого брата, який навчався в приватній школі кінематографічного мистецтва університету Південної Кароліни, а також у кількох музичних кліпах як: «Stand by My Woman» Ленні Кравіца (1991), «Alta Marea» Антонелло Вендітті (1991), «It's About Time» The Lemonheads (1993) і «Rock and Roll Dreams Come Through» Міта Лофі (1993). 1993 року з'явилася на обкладинці альбому Widespread Panic «Everyday». Пізніше почала навчатися у свого батька.
Її дебют у професійній кар'єрі відбувся 1993 року у науково-фантастичному фільмі «Кіборг 2», де зіграла шпигунку-гіноїда Казеллу Різ. Джолі настільки розчарувалася у кінокартині, що не відвідувала знімальний майданчик упродовж року. Після ролі другого плану в незалежному фільмі «Без доказів» (1995), вона зіграла свою першу велику роль у «Хакери» (1995). Критик «Нью-Йорк Таймс» Джанет Маслін писала, що героїня Джолі «виділяється … своєю похмурістю серед інших [колег-зірок], і є тією рідкісною жінкою-хакером, що зосереджено сидить за клавіатурою в прозорому топі». Фільм хоч не став касовим у прокаті, але культовим після виходу на екрани. Роль Джолі в стрічці вважається проривом.
Після головної ролі в сучасній екранізації «Ромео і Джульєтти» «Любов — це все, що існує» (1996). Джолі з'явилася в роуд-муві «Місяць Мохаве» (1996). У фільмі «Оманливий вогонь» (1996) вона зіграла Леґс, волоцюгу, яка об'єднує чотирьох дівчат-підлітків проти вчителя, який їх сексуально домагався. Джек Метьюз з «Лос-Анджелес Таймс» писав про її гру: «Для створення цього персонажа знадобилося чимало вигадок, але Джолі, донька Джона Войта, має достатньо присутності, щоб подолати стереотип. Хоча історію розповідає Медді, Ноги є предметом і каталізатором.»
1997 року Джолі знялася з Девідом Духовни в трилері «Зображаючи Бога», дія якого розгортається в злочинному світі Лос-Анджелеса. Фільм не був добре прийнятий критиками; критик «Чикаго Сан-Таймс» Роджер Еберт писав, що Джолі «знаходить певну теплоту в ролі, яка зазвичай є жорсткою та агресивною; вона здається занадто милою, щоб бути дівчиною [мафіозі], і, можливо, так воно і є». Її гра, як прикордонниці в мінісеріалі CBS «Справжні жінки» (1997), стала ще менш успішною. Роберт Штраус для «The Philadelphia Inquirer» описав її як «жахливою, чотирисортною Скарлетт О'Хара, яка покладається на скреготливі зуби і надмірно надуті губи». Джолі також знялася в кліпі Rolling Stones «Anybody Seen My Baby?» в ролі стриптизерки, яка покидає виступ посеред концерту, щоб блукати Нью-Йорком.

### Популярність
Кар'єрні перспективи Джолі покращилися після здобуття премії «Золотий глобус» за роль у фільмі «Джордж Воллес» (1997), що розповідає про життя сегрегаційного губернатора Алабами і кандидата в президенти Джорджа Воллеса, якого зіграв Гері Сініз. Акторка зіграла другу дружину Воллеса, Корнелію. Лі Вінфрі з «The Philadelphia Inquirer» вважає її роль однією з найкращих у фільмі. Стрічку позитивно сприйняли критики і вона отримала декілька нагород, серед яких «Золотий глобус» за найкращий мінісеріал або телевізійний фільм. Джолі також номінували на премію «Еммі».
Джолі зіграла супермодель Джію Каранджі у фільмі «Джія» (1998) телеканалу HBO. У фільмі розповідається про руйнування життя і кар'єри Каранджі через її залежність від героїну, а також про її занепад і смерть від СНІДу в середині 1980-х років. Ванесса Венс з Reel.com ретроспективно зауважила: «Джолі здобула широке визнання завдяки ролі головної героїні Джії, і легко зрозуміти чому. Джолі несамовита у своєму зображенні, наповнюючи роль нервами, шармом і відчаєм, і її роль у цьому фільмі, цілком можливо, є найкрасивішою аварією поїзда, коли-небудь знятою на плівку». Удруге поспіль Джолі отримала нагороду «Золотий глобус» і була номінована на премію «Еммі». Вона також отримала свою першу нагороду Гільдії кіноакторів.
За акторськими методами Лі Страсберга, Джолі воліла залишатися в образі в перервах між сценами в багатьох своїх ранніх фільмах. Під час зйомок фільму «Джіа» вона сказала своєму чоловікові, Джонні Лі Міллеру, що не зможе йому зателефонувати: «Я би сказала йому: „Я самотня, я помираю, я лесбіянка, я не побачу тебе тижнями“». Після завершення знімання, вона ненадовго покинула акторську кар'єру, бо відчула, що їй «нічого більше віддати». Вона розійшлася з Міллером і переїхала до Нью-Йорка, де відвідувала вечірні заняття в Нью-Йоркському університеті, вивчаючи режисуру та сценаристику. Натхненна перемогою на премії «Золотий глобус» за роль Джорджа Воллеса та позитивним сприйняттям фільму «Джіа» критиками, Джолі відновила свою кар'єру.
Після фільму «Пекельна кухня» (1998) Джолі повернулася на екран у фільмі «Мінливості кохання» (1998) у складі ансамблю, до якого входили Шон Коннері, Джилліан Андерсон і Раян Філліпп. Фільм отримав переважно позитивні відгуки, і Джолі особливо хвалили; критик зі «San Francisco Chronicle» Пітер Стек писав: «Джолі, яка працює над переписаною роллю, є сенсацією в ролі відчайдушної клубної гравчині, яка дізнається правду про те, на що вона готова піти на ризик». Вона отримала нагороду за прорив у кіно від Національної ради кінокритиків.
За роль пацієнтки психіатричної лікарні в драмі «Перерване життя» (1999) здобула всі основні премії «сезону кінонагород», зокрема «Оскар» як найкраща акторка другого плану.

### 2000-і—2020-і

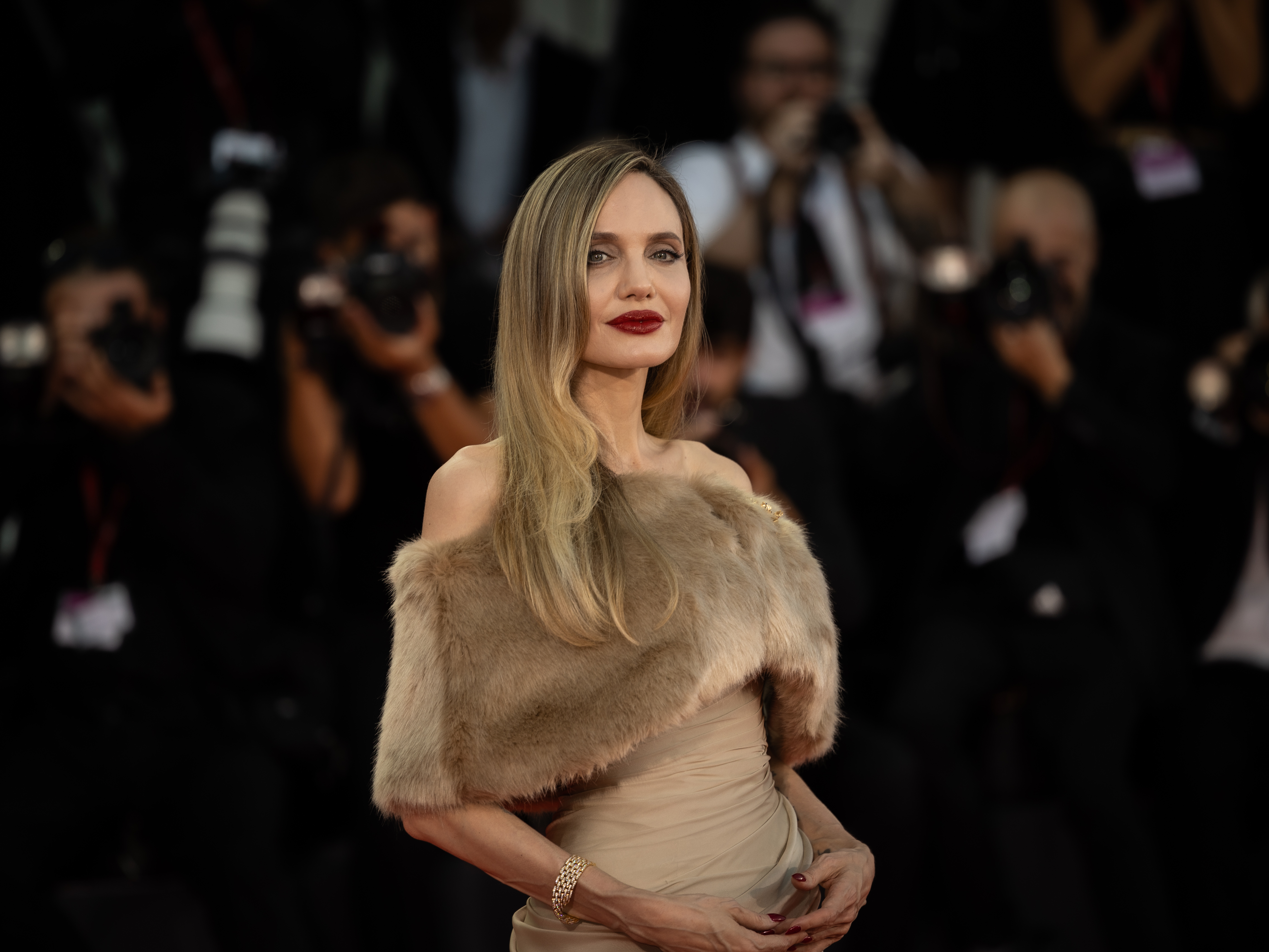
На прем'єрі фільму «Марія», Венеційський міжнародний кінофестиваль, серпень 2024 року

У 2001—2003 роках грала Лару Крофт у бойовиках «Лара Крофт: Розкрадачка гробниць» та «Лара Крофт: Розкрадачка гробниць. Колиска життя». В епічному фільмі Олівера Стоуна «Александр» (2004) виконала роль Олімпіади Емірської.
У бойовику «Містер і місіс Сміт» (2005) грала головну роль разом зі своїм майбутнім чоловіком Бредом Піттом. За роль матері, яка намагається знайти свого зниклого сина, в драмі «Підміна» була номінована на всі головні премії «сезону кінонагород», зокрема «Оскар» як найкраща акторка.
У 2008—2016 роках озвучувала Тигрицю в серії мультфільмів «Панда Кунг-фу». У 2014—2019 роках грала Малефісенту в фентезі-фільмах «Чаклунка» та «Чаклунка: Повелителька темряви». Джолі повернеться до цієї ролі у третій частині серії.
Як режисерка поставила п'ять драматичних фільмів: «У краю крові та меду» (2011), «Нескорений» (2014), «Біля моря» (2015), «Спочатку вони вбили мого батька» (2017), «Без крові» (2024).
У 2024 році повернулась на великий екран з роллю оперної співачки Марії Каллас у біографічному фільмі «Марія».

## Особисте життя

### Стосунки і шлюби
З 14-ти років Джолі мала серйозні стосунки з хлопцем упродовж двох років. Її мати дозволила їм жити разом в її домі, про що Джолі пізніше розповіла: «Або я буду безрозсудною на вулиці з моїм хлопцем, або він буде зі мною в моїй спальні з моєю мамою в сусідній кімнаті. Вона [про матір] зробила вибір, і тому я продовжила ходити до школи кожного ранку, і безпечно вивчала мої перші стосунки.» Вона порівнювала стосунки зі шлюбом за емоційною напруженістю та сказала, що розрив змусив її присвятити себе акторській кар'єрі у 16 років.
Упродовж зйомок фільму «Хакери» (1995 рік) Джолі мала роман з британським актором Джонні Лі Міллером — її першим коханцем після стосунків в її ранньому підлітковому віці. Після закінчення виробництва вони не підтримували зв'язок протягом багатьох місяців, але врешті-решт возз'єдналися і одружилися невдовзі після цього у березні 1996 року. На своєму весіллі вона була у чорних гумових штанах і білій футболці, на якій вона написала ім'я нареченого своєю кров'ю. Попри те, що їхні стосунки остаточно закінчилися наступного року, Джолі зберегла хороші взаємини з Міллером, якого вона назвала «надійним чоловіком і надійним другом». Їхнє розлучення, яке ініціювала Джолі у лютому 1999 року, завершилося незадовго до того, як вона знову одружилася наступного року.
Перед одруженням з Міллером, Джолі почала стосунки з акторкою і моделлю Дженні Шиміцу на зйомках фільму «Помилковий вогонь» (1996 рік). Пізніше вона сказала: «Я, ймовірно, одружилася би з Дженні, якби не вийшла заміж за мого нареченого. Я закохалася в неї в першу секунду, коли її побачила.» За словами Шиміцу, їхні стосунки тривали декілька років і продовжувалися навіть тоді, коли Джолі перебувала в романтичних стосунках з іншими людьми. Коли у 2003 році її запитали, чи вона бісексуальна, Джолі відреагувала: «Звісно. Якби я завтра закохалася у жінку, чи почувалася би я так, що це нормально хотіти поцілувати і доторкнутися до неї? Якби я закохалася у неї? Безперечно! Так!»

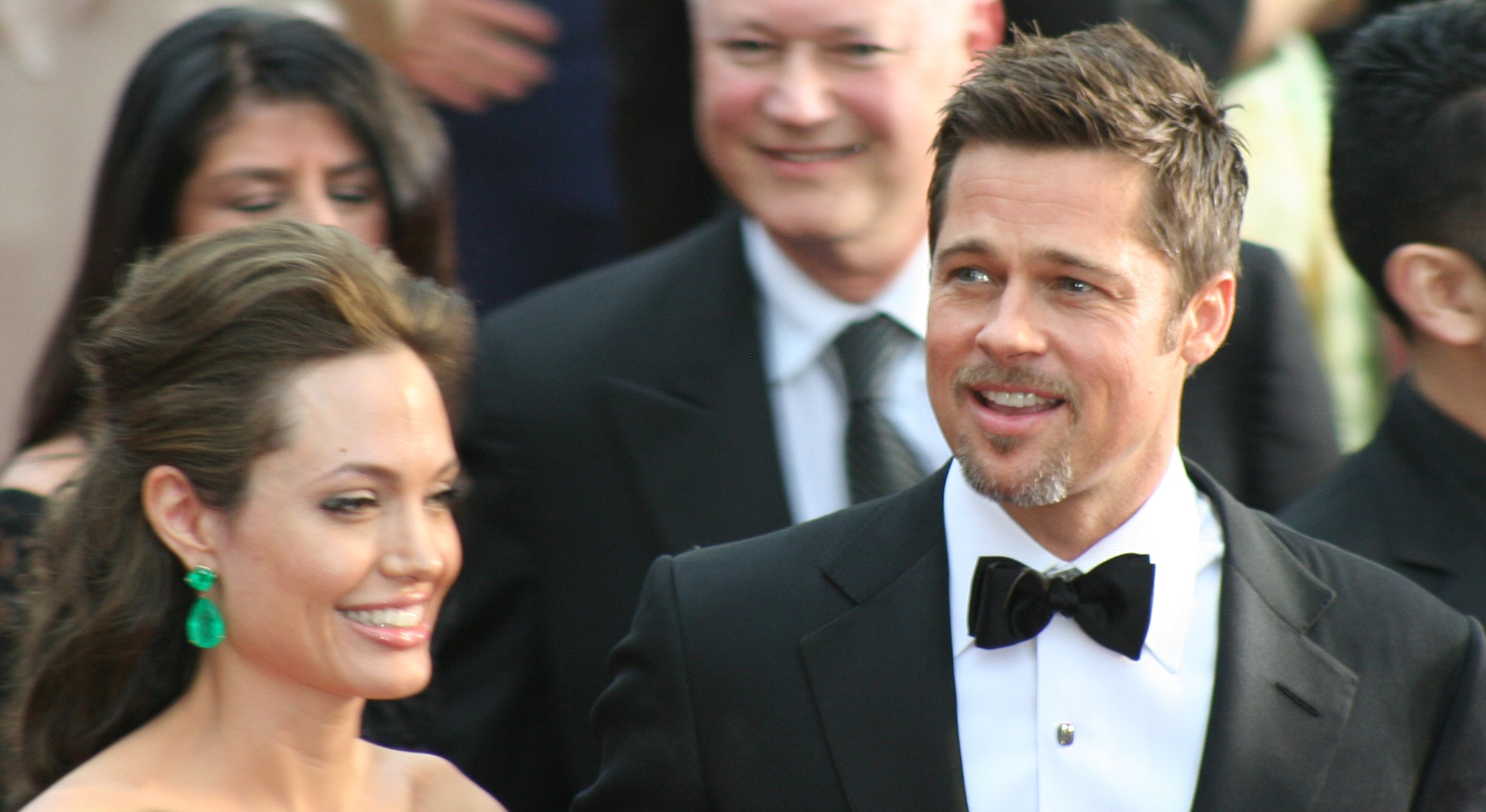
Джолі зі своїм тодішнім партнером Бредом Піттом у лютому 2009 року на 81-ій церемонії вручення премії «Оскар», де обох номінували за найкраще виконання головної ролі

Після двомісячного залицяння, Джолі одружилася з актором Біллі Бобом Торнтоном 5 травня 2000 року в Лас-Вегасі. Вони познайомилися на зйомках фільму «Керуючи польотами» (1999 рік), але тоді не мали стосунків, оскільки Торнтон був заручений з акторкою Лорою Дерн, а Джолі, як повідомлялося, зустрічалася з актором Тімоті Гаттоном, її колегою з фільму «Зображаючи Бога» (1997 рік). Унаслідок їхніх частих публічних заяв про пристрасть і через жести кохання — найвідомішим з яких було носіння медальйонів з кров'ю одне одного на шиях — їхній шлюб став улюбленою темою розважальних засобів масової інформації. У березні 2002 року Джолі і Торнтон оголосили про всиновлення дитини з Камбоджі, але несподівано розійшлися через три місяці після цього. Їхнє розлучення завершилося 27 травня 2003 року. Коли її запитали про раптовий розрив їхнього шлюбу, Джолі заявила: «Це також застукало мене зненацька, тому що за одну ніч ми повністю змінилися. Я думаю, що одного дня ми просто не мали нічого спільного. І це лякає, але… Я думаю, що це може трапитися, коли ви зв'язуєтеся і ще не знаєте себе.»
Джолі потрапила в широковідомий голлівудський скандал, коли її звинуватили в тому, що вона спричинила розлучення акторів Бреда Пітта і Дженніфер Еністон у жовтні 2005 року. Вона розповіла, що закохалася у Пітта під час зйомок фільму «Містер і місис Сміт» (2005 рік), але відкинула звинувачення у романі з ним, сказавши: «Бути близькою з одруженим чоловіком, коли мій власний батько зраджував моїй мамі, це не те, що я можу пробачити. Я би не могла дивитися на себе зранку, якби я це зробила. Мене би не приваблював чоловік, який би зрадив своїй дружині.» Джолі і Пітт публічно не коментували характер своїх стосунків до січня 2006 року, коли вона підтвердила, що вагітна його дитиною.
Упродовж їхніх дванадцятирічних стосунків пару називали «Бранджеліною» — злиття слів, яке придумали розважальні медіа — і вони були об'єктом висвітлення в засобах масової інформації у всьому світі. Лоррейн Алі з Los Angeles Times заявила, що вони стали однією з найгламурніших пар Голлівуду. Перед тим, як у квітні 2012 року вони оголосили про свої заручини, їхня сім'я збільшилася до шести дітей, трьох з яких всиновили. Джолі і Пітт одружилися 23 серпня 2014 року в їхньому шато Міраваль в Коррані, що на півдні Франції. Після цього вона взяла собі прізвище «Джолі-Пітт». Пара розійшлася у вересні 2016 року після двох років шлюбу. У своїй заяві про розлучення Джолі просила опіку над їхніми дітьми. 11 листопада 2018 року між Джолі і Піттом була затверджена нова угода про опіку. 12 квітня 2019 року шлюб розірвали за рішенням суду.

### Діти
Меддокс Шиван Джолі-Пітт
- Хлопець, народився 5 серпня 2001 року у Камбоджі
- Усиновлений 10 березня 2002 року Джолі
- Усиновлений на початку 2006 року Піттом

Пакс Тьєн Джолі-Пітт
- Хлопець, народився 29 листопада 2003 року у Хошиміні, В'єтнам
- Усиновлений 15 березня 2007 року Джолі
- Усиновлений 21 лютого 2008 року Піттом

Захара Марлі Джолі-Пітт
- Дівчина, народилася 8 січня 2005 року в Авасі, Ефіопія
- Удочерена 6 липня 2005 року Джолі
- Удочерена на початку 2006 року Піттом

Шайло Нувель Джолі-Пітт
- Дівчина, народилася 27 травня 2006 року у Свакопмунді, Намібія

Нокс Леон Джолі-Пітт
- Хлопець, народився 12 липня 2008 року у Ніцці, Франція

Вів'єн Маршелін Джолі-Пітт
- Дівчина, народилася 12 липня 2008 року у Ніцці, Франція

У Джолі шестеро дітей: три сини і три дочки. Троє з них — прийомні, а ще троє — біологічні.
10 березня 2002 року Джолі всиновила свою першу дитину, семимісячного Меддокса Шивана, з дитячого будинку в Баттамбанзі, Камбоджа. Він народився 5 серпня 2001 року під ім'ям Рат Вібол у місцевому селі. Після двох візитів у Камбоджу — під час зйомок фільму «Лара Крофт — розкрадачка гробниць» (2001 рік) і польової місії УВКБ ООН — Джолі повернулася у листопаді 2001 року зі своїм чоловіком, Біллі Бобом Торнтоном, де вони зустрілися з Меддоксом, після чого подали заяву на його всиновлення. Процес усиновлення тимчасово зупинили наступного місяця, коли уряд США заборонив усиновлення з Камбоджі через звинувачення в торгівлі дітьми.. Хоча посередницю Джолі з усиновлення засудили за шахрайство з візами і відмивання грошей, всиновлення нею Меддокса визнали законним. Після завершення процесу вона взяла його під опіку в Намібії, де знімалася у фільмі «За межею» (2003 рік). Джолі і Торнтон разом оголосили про всиновлення, але вона всиновила Меддокса сама, і ростила його як мати-одиначка, оскільки вони розійшлися через три місяці після цього.

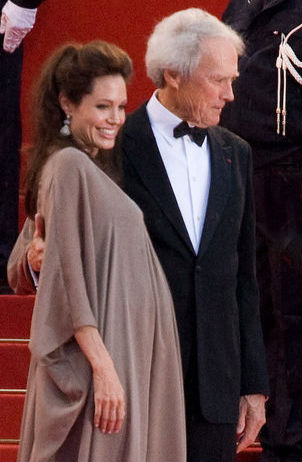
Вагітна Джолі з режисером Клінтом Іствудом у травні 2008 року на каннській прем'єрі фільму «Підміна»

6 липня 2005 року Джолі удочерила дівчинку, шестимісячну Захару Марлі, з дитячого будинку в Аддис-Абебі, Ефіопія. Захара народилася 8 січня 2005 року під ім'ям Ємсрах в Авасі. Спочатку Джолі думала, що Захара є сиротою СНІДу через офіційне показання її бабусі, але після цього її біологічна мати виступила в медіа. Вона пояснила, що покинула свою сім'ю, коли Захара захворіла, і сказала, що вона подумала, що Захарі «дуже пощастило» через те, що її удочерила Джолі. Джолі супроводжував її партнер, Бред Пітт, коли вона вирушила до Ефіопії, щоб взяти Захару під опіку. Після цього вона відзначила, що вони разом вирішили удочерити дитину з Ефіопії, вперше відвідавши країну на початку того року. Після того, як Пітт оголосив про свій намір усиновити її дітей, вона подала петицію про законну зміну їхнього прізвища з Джолі на Джолі-Пітт, яку задовольнили 19 січня 2006 року. Після цього Пітт усиновив Меддокса і Захару.
Щоб спробувати уникнути безпрецедентного ажіотажу медіа навколо їхніх стосунків, Джолі і Пітт вирушили до Намібії для появи на світ їхньої першої біологічної дитини. 27 травня 2006 року вона народила донечку, Шайло Нувель, у Свакопмунді. Вони продали перші фотографії Шайло через дистриб'ютора «Getty Images» з метою благодійності, аніж для того, щоб дозволити папараці зробити ці дорогоцінні фотографії. People і Hello! придбали права на фотографії в Північній Америці і Великій Британії за $4,1 і $3,5 мільйони відповідно, що стало рекордом у фотожурналістиці знаменитостей на той час, а весь прибуток пожертвували ЮНІСЕФ.
15 березня 2007 року Джолі всиновила хлопчика, трирічного Пакса Тьєна, з дитячого будинку в Хошиміні, В'єтнам. Він народився 29 листопада 2003 року під ім'ям Фам Куанг Шанг у Хошиміні, де його покинула біологічна мати одразу після народження. Після відвідин дитячого будинку разом із Піттом у листопаді 2006 року, Джолі подала заяву на всиновлення як мати-одиначка, тому що в'єтнамські правила всиновлення забороняють неодруженим парам спільно всиновлювати дитину. Після їхнього повернення до США, вона подала петицію про зміну прізвища її сина з Джолі на Джолі-Пітт, яку задовольнили 31 травня 2007 року. Після цього, 21 лютого 2008 року, Пітт усиновив Пакса.
У травні 2008 року на Каннському кінофестивалі Джолі підтвердила, що чекає на двійню. Вона провела два тижні у прибережній лікарні у Ніцці, Франція, а репортери і фотографи зібралися зовні на набережній. 12 липня 2008 року вона народила сина, Нокса Леона, і дочку, Вів'єн Маршелін. Перші фотографії Нокса і Вів'єн продали разом People і Hello! за $14 мільйонів — найдорожчі фотографії знаменитостей в історії. Весь прибуток пожертвували фонду Джолі-Пітт.

### Профілактичне лікування раку
16 лютого 2013 року, у віці 37-ми років, Джолі перенесла превентивну двобічну мастектомію після того, як дізналася, що через дефектний ген BRCA1 ризик розвитку раку молочної залози у неї становить 87 %. Її сімейний анамнез за материнською лінією вимагав генетичного тестування на мутації генів BRCA: її мати, акторка Маршелін Бертран, мала рак молочної залози і померла від раку яєчників, через який також померла бабуся Джолі. Її тітка, в якої виявили аналогічний дефект гена BRCA1, померла від раку молочної залози через три місяці після того, як Джолі перенесла операцію. Після мастектомії, яка знизила її шанси на розвиток раку молочної залози до менш ніж 5 %, Джолі провели реконструктивну операцію з використанням імплантатів і алотрансплантатів. Через два роки, у березні 2015 року, після того, як результати щорічного тесту показали можливі ознаки ранніх стадій раку яєчників, вона перенесла превентивну сальпінгоофоректомію, оскільки ризик розвитку раку яєчників у неї становив 50 % через таку ж генетичну аномалію. Попри замісну гормональну терапію, операція спричинила передчасну менопаузу.
— Джолі про причини висловитися про свою мастектомію.
Після завершення кожної операції, Джолі обговорювала про це в статтях, опублікованих The New York Times, з метою допомогти іншим жінкам ухвалювати усвідомлені рішення щодо їхнього здоров'я. Вона детально описала свій діагноз, операції і особистий досвід, а також розповіла про її рішення перенести превентивну операцію, щоб запобігти хворобі заради своїх шести дітей. Також Джолі написала: «Що стосується мене, то я не стала почуватися жінкою менше. Мене підбадьорює те, що я зробила сильний вибір, який у жодному разі не применшує моєї жіночності.»
Оголошення Джолі про її мастектомію набуло широкого розголосу і спричинило обговорення про мутації генів BRCA і генетичне тестування. Її рішення було схвально прийнято різними громадськими діячами, в той час як учасники кампаній в галузі охорони здоров'я вітали її зусилля щодо підвищення поінформованості про варіанти, що є в жінок, які входять до групи ризику. Прозваний як «Ефект Анджеліни» на обкладинці журналу Time, вплив Джолі призвів до «глобального і довготривалого» збільшення тестування на гени BRCA: кількість звернень збільшилася втричі в Австралії і подвоїлася у Сполученому Королівстві, регіонах Канади та в Індії, а також значно збільшилася в інших європейських країнах і США. Дослідники з Канади і Сполученого Королівства з'ясували, що попри значне збільшення, відсоток носіїв мутацій залишився таким же, що означає, що повідомлення Джолі досягло тих, хто є в найбільшому ризику. В своїй першій статті Джолі виступила за більшу доступність тестування на гени BRCA і відмітила високу вартість, яку суттєво знизили після того, як Верховний суд США, рішенням від червня 2013 року, визнав недійсними патенти на гени BRCA, які належали компанії «Myriad Genetics».

## Гуманітарна діяльність
У 2013 році Анджеліна Джолі за видатні гуманітарні досягнення отримала Нагороду імені Джина Гершолта від Американської академії кінематографічних мистецтв і наук.
Королева Великої Британії Єлизавета II 10 жовтня 2014 року присвоїла Анджеліні Джолі титул дами за її гуманітарну діяльність, вручивши їй Великий хрест ордена святого Михайла і святого Георгія.
Анджеліна Джолі стала лауреаткою премії Волл-стріт Джорнел — WSJ Innovator Awards 2015 за свою гуманітарну діяльність.

## Громадська позиція
На фоні Ізраїльского палестинского конфлікту підтримала Палестину. На своїй сторінці в Instagram написала: «Це навмисне бомбардування населення, яке потрапило в пастку, якому нікуди не втікти. Сектор Гази був в'язницею під відкритим небом майже десятиліття і швидко перетворюється на масове поховання 40 відсотків загиблих» Після цих дописів її не підтримав батько, назвавши її дурною.

## Анджеліна Джолі та Україна
30 травня 2014 року Анджеліна Джолі зізналася, що молиться за мир і єдність в Україні:
| Я так переживаю, ми обидва в родині переживаємо, і молимось, аби в Україні був лад, аби ви були єдині. Знайте, я з вами. Я переживаю і молюся.»[144] Оригінальний текст (англ.) [] Помилка: {{Lang}}: немає тексту (допомога) |
У пізнішому інтерв'ю вона заявила:
| Я сподіваюся, мені не доведеться знімати про Україну кіно, подібне до «Країни крові та меду», яке я знімала про Боснію. Я щиро бажаю Україні, щоб ваша історія була менш кривавою і більш щасливою і, зрештою, щоб у вас нарешті настав лад.»[145] Оригінальний текст (англ.) |
На фоні повномасштабного вторгнення Росію в Україну 2022 року Анджеліна Джолі підтримала Україну. Разом з Управлінням Верховного комісара Організації Об'єднаних Націй у справах біженців вона займається організацією допомоги українським біженцям.
30 квітня 2022 року відвідала Львів, де відвідала переселенців з інших регіонів України, поранених дітей, які постраждали від ракетного удару окупантів по краматорському вокзалу, школу-інтернат.

## Фільмографія
З 1982 року Анджеліна Джолі знялася у понад тридцяти фільмах. За даними сайту-агрегатора рецензій «Rotten Tomatoes» та інформаційно-розважального сайту «Screen Rant», її найбільш визнані критиками та комерційно успішні фільми — «Перипетії кохання» (1998), «Викрасти за 60 секунд» (2000), «Лара Крофт: Розкрадачка гробниць» (2001), «Лара Крофт: Розкрадачка гробниць — Колиска життя» (2003), «Небесний капітан і світ майбутнього» (2004), «Александр» (2004), «Містер і місіс Сміт» (2005), «Беовульф» (2007), «Її серце» (2007), «Підміна» (2008), «Панда Кунг-Фу» (2008), «Особливо небезпечний» (2008), «Солт» (2010), «Турист» (2010), «Чаклунка» (2014) та «Чаклунка: Повелителька темряви» (2019). Серед її телевізійних проєктів — міні-серіал «Справжні жінки» (1997) і фільми «Джордж Воллес» (1997) та «Джіа» (1998).
Джолі зняла низку фільмів, таких як «У краю крові та меду» (2011), «Нескорений» (2014), «Біля моря» (2015), «Спочатку вони вбили мого батька» (2017) та «Без крові» (2024).
Джолі здобула кілька нагород, включаючи премію «Оскар», три премії «Золотий глобус», дві премії Гільдії кіноакторів та премію «Тоні», а також номінувалася на дві премії БАФТА в області кіно та дві прайм-тайм премії «Еммі». У 2013 році Академія кінематографічних мистецтв і наук удостоїла її Гуманітарної премії імені Джина Гершолта.

## Нагороди та номінації
| Нагорода                          | Рік  | Категорія                                                   | Назва                               | Результат |
| --------------------------------- | ---- | ----------------------------------------------------------- | ----------------------------------- | --------- |
| Оскар                             | 2000 | Найкраща жіноча роль другого плану                          | Перерване життя                     | Перемога  |
| Оскар                             | 2009 | Найкраща жіноча роль                                        | Підміна                             | Номінація |
| Оскар                             | 2014 | Нагорода імені Джина Гершолта                               | Н/Д                                 | Перемога  |
| БАФТА                             | 2009 | Найкраща жіноча роль                                        | Підміна                             | Номінація |
| Еммі                              | 1998 | Найкраща акторка другого плану в мінісеріалі або телефільмі | Джордж Уоллес                       | Номінація |
| Еммі                              | 1998 | Найкраща акторка в мінісеріалі або телефільмі               | Джіа                                | Номінація |
| Золотий глобус                    | 1998 | Найкраща жіноча роль другого плану — телебачення            | Джордж Уоллес                       | Перемога  |
| Золотий глобус                    | 1999 | Найкраща жіноча роль мінісеріалу або телефільму             | Джіа                                | Перемога  |
| Золотий глобус                    | 2000 | Найкраща жіноча роль другого плану — кінофільм              | Перерване життя                     | Перемога  |
| Золотий глобус                    | 2008 | Найкраща жіноча роль — драма                                | Сильне серце                        | Номінація |
| Золотий глобус                    | 2009 | Найкраща жіноча роль — драма                                | Підміна                             | Номінація |
| Золотий глобус                    | 2011 | Найкраща жіноча роль — комедія або мюзикл                   | Турист                              | Номінація |
| Золотий глобус                    | 2024 | Найкраща жіноча роль — драма                                | Марія                               | Номінація |
| Премія Гільдії кіноакторів США    | 1999 | Найкраща жіноча роль мінісеріалу або телефільму             | Джіа                                | Перемога  |
| Премія Гільдії кіноакторів США    | 2000 | Найкраща жіноча роль другого плану                          | Перерване життя                     | Перемога  |
| Премія Гільдії кіноакторів США    | 2008 | Найкраща жіноча роль                                        | Сильне серце                        | Номінація |
| Премія Гільдії кіноакторів США    | 2009 | Найкраща жіноча роль                                        | Підміна                             | Номінація |
| Супутник                          | 1999 | Найкраща акторка — мінісеріалу або фільму на ТВ             | Джіа                                | Перемога  |
| Супутник                          | 2008 | Найкраща жіноча роль (драма)                                | Сильне серце                        | Номінація |
| Супутник                          | 2009 | Найкраща жіноча роль (драма)                                | Підміна                             | Перемога  |
| Кінопремія «Вибір критиків»       | 2000 | Найкраща акторка другого плану                              | Перерване життя                     | Перемога  |
| Кінопремія «Вибір критиків»       | 2008 | Найкраща акторка                                            | Сильне серце                        | Номінація |
| Кінопремія «Вибір критиків»       | 2009 | Найкраща акторка                                            | Підміна                             | Номінація |
| MTV Movie Awards                  | 2002 | Найкраща жіноча роль                                        | Розкрадачка гробниць                | Номінація |
| MTV Movie Awards                  | 2002 | Найкраща бійка                                              | Розкрадачка гробниць                | Номінація |
| MTV Movie Awards                  | 2006 | Найкраща бійка                                              | Містер і місіс Сміт                 | Перемога  |
| MTV Movie Awards                  | 2006 | Найкращий поцілунок                                         | Містер і місіс Сміт                 | Номінація |
| MTV Movie Awards                  | 2008 | Найкращий лиходій                                           | Беовульф                            | Номінація |
| MTV Movie Awards                  | 2009 | Найкраща жіноча роль                                        | Особливо небезпечний                | Номінація |
| MTV Movie Awards                  | 2009 | Найкращий поцілунок                                         | Особливо небезпечний                | Номінація |
| MTV Movie Awards                  | 2009 | Найкращий «Що це було?!» момент                             | Особливо небезпечний                | Номінація |
| Національна рада кінокритиків США | 1998 | Прорив року: акторка                                        | Від серця граючись                  | Перемога  |
| Сатурн                            | 2002 | Найкраща кіноакторка                                        | Розкрадачка гробниць                | Номінація |
| Сатурн                            | 2005 | Найкраща кіноакторка другого плану                          | Небесний капітан і світ майбутнього | Номінація |
| Сатурн                            | 2009 | Найкраща кіноакторка                                        | Підміна                             | Перемога  |